# صندوق قابل معامله دارا
صندوق قابل معامله دارا یا صندوق دارا یک نوع صندوق قابل معامله یا  ETF است که توسط دولت ایران ایجاد شده‌است. این صندوق شامل سه صندوق دارا یکم، دوم و سوم می‌شود.

## صندوق‌ها

### دارا یکم
صندوق اول با نماد دارا یکم شامل سهام بانک‌ها و بیمه‌ها می‌باشد. صندوق واسطه گری مالی یکم، سهام‌های باقی مانده دولت در بانک‌های تجارت، ملت، صادرات و بیمه‌های البرز و اتکایی می‌باشد که وزارت اقتصاد به نمایندگی از دولت جمهوری اسلامی ایران مطابق با شرایط و قوانینی اقدام به واگذاری آن با ۲۰٪ تخفیف نمود. صندوق واسطه گری مالی یکم با نماد «دارا یکم» در بورس درج نماد شده‌است. پذیره نویسی این صندوق از ۱۴ اردیبهشت ۱۳۹۹ الی ۳۱ اردیبهشت ۱۳۹۹ انجام شد و متقاضیان مجاز به خرید حداکثر ۲۰۰ واحد برابر با ۲۰٫۰۰۰٫۰۰۰ ریال بودند. این صندوق با نزدیک به سه و نیم میلیون سهامدار تاکنون بزرگترین صندوق سرمایه‌گذاری قابل معامله (ETF) در بورس بوده‌است.
سهام‌های موجود در صندوق
- بانک تجارت: ۱۶٫۹۶٪ معادل ۳۷٫۳۶۷٫۳۹۲٫۵۶۵
- بانک صادرات: ۱۶/۹۸٪ معادل ۷٫۷۴۲۹٫۷۷۰٫۵۱۳
- بانک ملت: ۱۶٫۹۷٪ معادل ۸٫۴۷۹٫۰۹۹٫۹۹۶
- بیمه اتکایی امین: ۱۱٫۴۴٪ معادل ۳۷۷٫۵۱۵٫۱۹۰
- بیمه البرز: ۱۷٪ معادل ۶۸۰٫۰۰۰٫۰۰۰

### دارا سوم
صندوق سوم شامل سهام شرکت‌های خودرویی و فلزی است. متقاضیان مجاز به سقف خرید حداکثر ۵ میلیون تومان خواهد بود.
سهام‌های موجود در صندوق
- ملی صنایع مس ایران
- فولاد
- سایپا
- ایران خودرو